# 莱奥·奇塔迪尼
莱奥·奇塔迪尼（Leonardo “Léo” Cittadini，1994年2月27日—）是一名巴西足球运动员。奇塔迪尼生于里奧克拉魯，他的职业生涯始於瓜拉尼足球俱乐部。 2024年時被巴伊亚竞技俱乐部租借至中国足球协会超级联赛俱乐部上海海港足球俱乐部。